# Summer Days (serie televisiva)
Summer Days (titolo originale in ebraico יומני החופש הגדול‎?) è una serie televisiva israeliana del 2012.
In Israele la prima stagione è andata in onda su Disney Channel dal 19 agosto 2012, mentre il 18 agosto 2013 ha debuttato la seconda stagione.
La serie ha fatto il suo esordio in Italia il 1º luglio 2013 su Disney Channel. Dopo aver concluso la prima stagione, Disney Channel interrompe la trasmissione della serie.

## Trama
Dana, Dafi, Elinor e Tamar sono quattro ragazze molto unite tra loro. Nell'estate dei loro 16 anni Dana dovrà andare in Italia per 3 anni e prima che ciò avvenga le viene promesso da Tamar che loro andranno presto a trovarla. Dunque le tre ragazze cercano un lavoro per fare soldi e andare in Italia dalla loro amica.
Elinor trova lavoro al Milk-Shake come cameriera, dove incontrerà e si innamorerà di Gur; Tamar trova lavoro come baby-sitter per il fratello di Gur (anche Tamar si innamorerà di Gur, e i due si fidanzeranno); mentre Dafi lavora per una discografica come cantante.
Assieme alle tre ragazze c'è anche Karine, una cugina di Tamar proveniente da Los Angeles.

## Personaggi

### Personaggi principali
- Dafi Carmon, interpretata da Carmel Lotan.
È una ragazza molto gentile, sempre disposta ad aiutare le sue amiche. È una grande fan di Dean Lahav. Le sue migliori amiche sono Dana, Elinor, Tamar e Karine. È una grande cantante, ma nei primi episodi preferisce non vendere la sua arte. Successivamente invece grazie a Sharon, la produttrice discografica, diviene famosa anche se le scoccia il fatto di dover cambiare tutto: abbigliamento e atteggiamento. Arriverà anche una buona notizia: si fidanzerà con Dean Lahav, suo grande idolo. Sharon però poi li separerà, ma l'amore trionferà e si rimetteranno insieme.
- Dana Treslan, interpretata da Noel Berkovitch.
Con i suoi genitori deve trasferirsi a Milano per 3 anni. Si vede durante l'episodio nelle videochat. Le sue migliori amiche sono Elinor, Tamar e Dafi. Le piace Francesco, un ragazzo che le fa da guida per Milano e allora si fidanzeranno.
- Tamar Golan, interpretata da Lihi Kornowski.
Dopo aver fatto la dogsitter continua con il fare la babysitter per ottenere un po' di soldi. Le sue migliori amiche sono Dana, Elinor e Dafi. È innamorata di Gur, che la inviterà ad uscire a partire già dal secondo episodio. Ha una cugina di secondo grado chiamata Karine. Fa parte del corpo di danza per fare un'audizione. Purtroppo però verrà espulsa a metà prima stagione e grazie a Gur però viene riammessa e può fare l'esame dopo essere guarita dalla caduta in bicicletta a causa dell'allenamento intensivo proposto dal ragazzo. Alle prove del corpo di ballo si farà una nemica, che per quanto possa sembrare una santarellina, non lo è affatto. A fine prima stagione scoprirà che la madre aspetta un altro figlio.
- Elinor Kessler, interpretata da Gaya Gur Arie.
Come Tamar è innamorata di Gur, che invece non la ricambia. Ha un fratello di nome Tom. Elinor ama organizzare il suo tempo e lavora come organizzatrice di eventi in un ristorante a Tel Aviv. È molto intelligente e per questo ha sempre delle ottime idee ma viene spesso rifiutatada dei ragazzi tranne di uno con cui si fidanzerà .
- Karine Kramer (nata Horowitz), interpretata da Michaela Elkin.
È la cugina di secondo grado di Tamar. È antipatica e viziata, detesta Tamar e le sue amiche. A causa sua, le ragazze perderanno il concerto di Dean Lahav. A metà prima stagione diventa più socievole e disponibile, più gentile, sia con Tamar che con le amiche. Nell'episodio 13 rivela di essere venuta a Los Angeles per cercare suo padre Noah. Si fidanzerà con Tom a fine prima stagione. Sua madre le ha dato il suo cognome per farle dimenticare il padre. Nell'ultimo episodio della prima stagione, conoscerà suo padre e lo accetterà.
- Gur, interpretato da Gefen Barkai.
 È un ragazzo molto bello, innamorato di Tamar.I due si fidanzeranno. Prima del trasloco, abitava in una villa.Grazie a lui, Tamar potrà svolgere la sua audizione. Ha un fratello più piccolo di nome Moochie che combina spesso guai. La sua famiglia affronta gravi problemi finanziari. Il segreto verrà scoperto da Tom (che perdonerà) e infine Gur lo rivelerà a Tamar nell'ultimo episodio della prima stagione.
- Tom Kessler, interpretato da Silvan Presler.
È il fratello di Elinor. Fa avere i biglietti per il concerto alle ragazze. Una produttrice lo trova molto bravo nel suonare, ma poi lo scarta anche se farà concerti al bar dove lavora la sorella e li un gran successo nascerà. A fine prima stagione farà coppia con Karine, di cui è perdutamente innamorato. Karine non vorrà fare sapere a nessuno di loro. Tom aiuterà Karine a ritrovare suo padre. Scoprirà il segreto di Gur.

### Personaggi secondari
- Sharon Dagan, interpretata da Dana Adini.
È una famosa produttrice discografica. Scopre Dafi e Tom rispettivamente cantare e suonare e offre loro un contratto. Tom le chiede i biglietti per il concerto. Successivamente scarta Tom e diventa la manager di Dafi.
- Francesco: è la guida di Dana. La aiuta nel giro per Milano e anche il suo fidanzato
- Dean Lahav: è una delle star scoperte da Sharon, di cui Dafi è grande fan e da cui è palesemente attratta.
- Siegel: Madre di Tamar, che nel corso della serie, rimane incinta.
- Micah e Ruth: sono i genitori di Gur e di Moochie. Hanno problemi finanziari.
- Moochie: è il fratello minore di Gur, spesso birichino con Tamar ma anche gentile con Gur perché lo aiuta sempre anche se chiede sempre qualcosa in cambio
- Talia Kramer: è la madre di Karine a cui dà il suo cognome per farle dimenticare il padre.
- Noah Horovitz: è il padre di Karine. È stato in prigione e quindi ha dovuto abbandonare la figlia.
- Boaz: è il direttore del Milkshake non che capo di Gur e capo e ex capo di Elinor

## Episodi
| Stagione         | Episodi | Prima TV Israele | Prima TV Italia |
| ---------------- | ------- | ---------------- | --------------- |
| Prima stagione   | 50      | 2012             | 2013            |
| Seconda stagione | 50      | 2013             | inedita         |

## Trasmissione mondiale
| Paese | Canale         | Prima TV                                                       | Titolo                  | Ref.        |
| --- | -------------- | -------------------------------------------------------------- | ----------------------- | ----------- |
| Israele | Disney Channel | 19 agosto 2012                                                 | יומני החופש הגדול       | [ 1 ]       |
| Italia | Disney Channel | 1 luglio 2013                                                  | Summer Days             | [ 2 ]       |
| Russia | Disney Channel | 2 settembre 2013                                               | Дневники летних каникул | [ 3 ]       |
| Argentina Bolivia Cile Colombia Cuba Costa Rica Ecuador El Salvador Guatemala Haiti Honduras Nicaragua Messico Panama Paraguay Perù Rep. Dominicana Uruguay Venezuela | Disney Channel | 1 maggio 2014 (anteprima) 12 maggio 2014 (resto degli episodi) | Diario de amigas        | [ 4 ]       |
| Brasile | Disney Channel | 1 maggio 2014 (anteprima) 12 maggio 2014 (resto degli episodi) | Diário de Amigas        | [ 5 ]       |
| Francia | Disney Channel | 30 giugno 2014                                                 | Summer Break Stories    | [ 6 ]       |
| Romania | Disney Channel | 18 agosto 2014                                                 | Zile de vară            | [ 7 ] [ 8 ] |
| Bulgaria | Disney Channel | 18 agosto 2014                                                 | Лятна ваканция          | [ 7 ] [ 8 ] |
| Polonia | Disney Channel | 20 ottobre 2014                                                | Lato w mieście          | [ 9 ]       |
| Rep. Ceca Slovacchia | Disney Channel | 20 giugno 2016                                                 | Prázdninové deníky      | [ 10 ]      |
| Ungheria | Disney Channel | 20 giugno 2016                                                 | Szünidei napló          | [ 11 ]      |